# 王长钰
王长钰（1937年12月—），男，汉族，山东淄博人，中国运筹学家，曾任曲阜师范大学运筹学研究所所长、教授，中国运筹学会常务理事。